# 이와테 은행
이와테 은행(岩手銀行 이와테긴코[*])은 일본의 지방은행이다. 이와테현을 주된 영업 지역으로 하고 있다.